# Катана Богдан Васильович
Богда́н Васи́льович Катана — капітан 3-го окремого полку спеціального призначення Збройних сил України,  учасник російсько-української війни.

## Нагороди
За особисту мужність і героїзм, виявлені у захисті державного суверенітету та територіальної цілісності України, вірність військовій присязі під час російсько-української війни, відзначений — нагороджений
- 27 червня 2015 року — орденом «За мужність» III ступеня.
- 2 червня 2022 року — орденом Богдана Хмельницького ІІІ ступеня.
- 21 липня 2022 року — орденом Богдана Хмельницького ІІ ступеня.
- Орден «Народний Герой України» (вересень 2015).